# Luis Alberto Orozco
Luis Alberto Orozco (Los Mochis, Sinaloa, 1 de marzo de 1984), es un exfutbolista y entrenador mexicano que actualmente dirige al Municipal Pérez Zeledón de la Primera división de Costa Rica, jugaba de delantero. Su último equipo fue los Dorados de Sinaloa del Ascenso MX y su primer equipo fue el Cruz Azul. Es el hermano mayor del también exfutbolista Javier Orozco.

## Trayectoria
Debutó jugando para el Cruz Azul el 16 de marzo del 2003 en un partido contra los Pumas de la UNAM; jugó para el Cruz Azul hasta el Apertura 2006 fue cedido al equipo de Primera A de la máquina. Para el Clausura 2008 fue contratado por el club Monarcas Morelia pero no tuvo mucha actividad con éste pues fue enviado a su filial en la división de ascenso, donde jugó para Mérida FC, Club León, Xolos de Tijuana, reboceros de la piedad, Tiburones Rojos de Veracruz y ahora para Correcaminos de la UAT
Para el Apertura 2008 es transferido a Mérida FC donde queda campeón en el torneo Clausura 2009
Después es Transferido al Club León para la temporada 09/10 siendo el goleador del equipo en el torneo Apertura 2009 y el segundo mejor anotador del Equipo en el Bicentenario 2010 anotando 7 goles.
Fue transferido en el draft del 2010 en Cancún, Quintana Roo al Club Tijuana donde marco seis goles. Luis Alberto “El Chuleta” Orozco fue el tercer elemento dado de baja por Xoloitzcuintles del Club Tijuana.
Para el clausura 2013 llega a los Dorados de Sinaloa donde consigue tener una actuación regular.

## Clubes
| Club                        | Año       | Anotado |
| --------------------------- | --------- | ------- |
| Cruz Azul                   | 2003-2008 | 6       |
| Monarcas Morelia            | 2008      | 0       |
| Mérida FC                   | 2008-2009 | 16      |
| Club León                   | 2009-2010 | 15      |
| Xolos de Tijuana            | 2010-2011 | 6       |
| Reboceros de La Piedad      | 2012      | 11      |
| Tiburones Rojos de Veracruz | 2012      | 8       |
| Correcaminos de la UAT      | 2013      |         |
| Dorados de Sinaloa          | 2013-2014 | 1       |

Entrenador
- Tlaxcala Fútbol Club (2024-2025)
- Municipal Pérez Zeledón (2025-Act)

## Palmarés
- Mérida FC - Torneo Clausura 2009 Primera División 'A'
- Xolos de Tijuana - Torneo Apertura 2010 Primera División 'A'
- Xolos de Tijuana - Torneo Ascenso 2011 Primera División 'A'